# 張兆棟
張 兆棟（ちょう ちょうとう、Zhāng Zhàodòng、1821年 - 1887年）は、清末の官僚。字は友山。山東省濰県出身。
1845年に進士となり、刑部主事、郎中を歴任した。鳳翔府知事であったとき、回民蜂起軍に府城を包囲されたが、援軍が来るまでの16か月間耐え抜いた。この功で四川按察使に昇進した。1865年、広東省に異動となり、布政使に昇進した。当時、左宗棠が嘉応州の太平天国軍を攻撃していたが、食糧が滞りがちであった。しかし張兆棟が担当すると食糧補給に困ることはなくなった。その後、安徽布政使・江蘇布政使を歴任した。
1870年、漕運総督に抜擢された。1871年に広東巡撫となり、闈姓と呼ばれる賭博の禁止に努めた。しかし両広総督の英翰が禁を緩める方針をとったため、これを弾劾した。そのため英翰は解任され、広東省の官僚で闈姓の弛禁論を口にする者はいなくなった。1879年、母の死で郷里に帰ったが、福建巡撫として復職した。
1884年に清仏戦争が勃発すると、福建省と台湾の防衛にあたったが、馬尾での敗戦で解任された。1887年、福建省で没した。
1909年に官職が元に戻され、名誉回復がなされた。